# Diócesis de Ouahigouya
La diócesis de Ouahigouya (en latín: Dioecesis Uahiguyaensis y en francés: Diocèse de Ouahigouya) es una circunscripción eclesiástica de la Iglesia católica en Burkina Faso. Se trata de una diócesis latina, sufragánea de la arquidiócesis de Uagadugú. Desde el 2 de febrero de 2010 su obispo es Justin Kientega.

## Territorio y organización
La diócesis tiene 17 067 km² y extiende su jurisdicción sobre los fieles católicos de rito latino residentes en parte de la región Norte.
La sede de la diócesis se encuentra en la ciudad de Ouahigouya, en donde se halla la Catedral de Nuestra Señora de la Liberación.
En 2021 en la diócesis existían 14 parroquias.

## Historia
La diócesis fue erigida el 23 de junio de 1958 con la bula Sollemne nobis del papa Pío XII, obteniendo el territorio de la diócesis de Koudougou.
El 20 de noviembre de 2004 cedió una parte de su territorio para la erección de la diócesis de Dori mediante la bula Cum ad aeternam del papa Juan Pablo II.

## Estadísticas
Según el Anuario Pontificio 2022 la diócesis tenía a fines de 2021 un total de 146 046 fieles bautizados.
| Año                                                                             | Población            | Población | Población      | Sacerdotes | Sacerdotes    | Sacerdotes    | Bautizados por sacerdote | Diáconos permanentes | Religiosos | Religiosos | Parroquias |
| Año                                                                             | Bautizados católicos | Total     | % de católicos | Total      | Clero secular | Clero regular | Bautizados por sacerdote | Diáconos permanentes | Varones    | Mujeres    | Parroquias |
| ------------------------------------------------------------------------------- | -------------------- | --------- | -------------- | ---------- | ------------- | ------------- | ------------------------ | -------------------- | ---------- | ---------- | ---------- |
| 1970                                                                            | 14 017               | 746 539   | 1.9            | 53         | 29            | 24            | 264                      |                      | 33         | 26         | 8          |
| 1980                                                                            | 23 500               | 843 000   | 2.8            | 25         | 6             | 19            | 940                      |                      | 25         | 40         | 8          |
| 1990                                                                            | 40 035               | 1 073 350 | 3.7            | 29         | 14            | 15            | 1380                     |                      | 19         | 51         | 9          |
| 1999                                                                            | 88 122               | 1 216 904 | 7.2            | 28         | 21            | 7             | 3147                     |                      | 11         | 75         | 9          |
| 2000                                                                            | 89 872               | 1 248 904 | 7.2            | 35         | 29            | 6             | 2567                     |                      | 10         | 74         | 9          |
| 2001                                                                            | 93 263               | 1 250 000 | 7.5            | 36         | 27            | 9             | 2590                     |                      | 13         | 59         | 10         |
| 2002                                                                            | 95 160               | 1 255 000 | 7.6            | 39         | 31            | 8             | 2440                     |                      | 15         | 76         | 10         |
| 2003                                                                            | 96 934               | 1 255 000 | 7.7            | 46         | 38            | 8             | 2107                     |                      | 15         | 77         | 10         |
| 2004                                                                            | 99 186               | 1 255 000 | 7.9            | 39         | 32            | 7             | 2543                     |                      | 14         | 78         | 10         |
| 2013                                                                            | 108 400              | 1 275 493 | 8.5            | 58         | 56            | 2             | 1868                     |                      | 17         | 102        | 12         |
| 2016                                                                            | 119 029              | 1 404 166 | 8.5            | 53         | 51            | 2             | 2245                     |                      | 12         | 105        | 12         |
| 2019                                                                            | 130 938              | 1 524 160 | 8.6            | 56         | 55            | 1             | 2338                     |                      | 13         | 118        | 12         |
| 2021                                                                            | 146 046              | 1 615 410 | 9.0            | 61         | 60            | 1             | 2394                     |                      | 13         | 118        | 14         |
| Fuente: Catholic-Hierarchy, que a su vez toma los datos del Anuario Pontificio. |                      |           |                |            |               |               |                          |                      |            |            |            |

## Episcopologio
- Louis-Marie-Joseph Durrieu, M.Afr. † (4 de julio de 1958-31 de mayo de 1965 falleció)
- Denis Martin Tapsoba, M.Afr. † (15 de marzo de 1966-8 de noviembre de 1984 renunció)
- Marius Ouédraogo, M.Afr. † (8 de noviembre de 1984-15 de julio de 1995 falleció)
- Philippe Nakellentuba Ouédraogo (5 de julio de 1996-13 de mayo de 2009 nombrado arzobispo de Uagadugú)
- Justin Kientega, desde el 2 de febrero de 2010